# Шишенци
Шѝшенци е село в Северозападна България, област Видин, община Бойница.

## География
Селото отстои на 40 км западно от Видин, на 15 км северозападно от Кула и на 5 км източно от българо-сръбската граница. Климатът е умереноконтинентален, лятото е горещо и сухо, пролетта и есента са хладни, а зимата е студена.

## История
В началото на XIX век дядо Шишко от Тетевен се заселва на възвишение в селото. По-късно преселници от Тетевенско се заселват край техния земляк и селото се разраства. Местният диалект е силно повлиян от централния балкански говор, контрастирайки с околните преходни и северозападни говори.
През лятото на 1950 година, по време на колективизацията, 37 членове на новосъздаденото Трудово кооперативно земеделско стопанство (ТКЗС) правят неуспешни опити да го напуснат. След Кулските събития от следващата 1951 година 14 семейства (51 души) са принудително изселени от селото. В края на 1951 г. горянска група, водена от шишенчанина Вълчо Събин, участва в поредица престрелки с властите, при които загиват 5 горяни и 4 войници, а след разбиването ѝ от „Държавна сигурност“ 12 души от селото са осъдени като нейни ятаци.
В началото на XXI век в селото са разпространени легенди за самодиви и други духове.Те обитават гробищата, край така наречената "Пончова чешма" ,има следи от отъпкана трева във формата на кръг. Местните разказват, че около нея се е играело самодивско хоро, а по земята има жълта субстанция, която прилича на повръщано.
Легендата за тези духове гласи, че преди много години сватбари от съседното село са минавали през Шишенци, за да стигнат до друго село. Сватбата била голяма, всички се веселили, тъпани звучали, имало много детски гласове и смях. Обаче радостта не продължила дълго, защото били избити от татарите и на мястото на смъртта им останали само техните гласове, които бродят из селото. 

## Население

### Численост
Численост на населението според преброяванията през годините:
| \| Година на преброяване \| Численост \| \| --------------------- \| --------- \| \| 1934 \| 1757 \| \| 1946 \| 1748 \| \| 1956 \| 1453 \| \| 1965 \| 1162 \| \| 1975 \| 777 \| \| 1985 \| 572 \| \| 1992 \| 433 \| \| 2001 \| 242 \| \| 2011 \| 119 \| \| 2021 \| 43 \| \| 2025 \| 57 \| |           |
| Година на преброяване | Численост |
| 1934 | 1757      |
| 1946 | 1748      |
| 1956 | 1453      |
| 1965 | 1162      |
| 1975 | 777       |
| 1985 | 572       |
| 1992 | 433       |
| 2001 | 242       |
| 2011 | 119       |
| 2021 | 43        |
| 2025 | 57        |

Численост и дял на етническите групи според преброяването на населението през 2011 г.:
|                     | Численост | Дял (в %) |
| Общо                | 119       | 100,00    |
| Българи             | 118       | 99,15     |
| Турци               |           |           |
| Цигани              |           |           |
| Други               |           |           |
| Не се самоопределят |           |           |
| Неотговорили        | 1         | 0,84      |

## Религии
100% от населението на селото са православни християни.
Селото е част от Кулска духовна околия на Видинска епархия на Българската православна църква.

## Забележителности
Селото разполага със собствено читалище и библиотека, съхраняваща българска и чуждестранна литература. На около 1 километър се намира местността Плочака.
Църквата „Свети Николай“ в селото е реставрирана. Обновлението е извършено през декември 2014 година от Белоградчишки епископ Поликарп, викарий на Видински митрополит Дометиан. В храма степописите са дело на дебърският зограф Кръсто Янков.

## Редовни събития
На 3 март е местният празник на народното творчество. През юли се провежда редовен събор.

## Личности
Личности родени в Шишенци са:
- проф. Въто Груев Груев (1915 – 2006), български учен, първи ректор на Висшия институт по зоотехника и ветеринарна медицина в Стара Загора (1974 – 1983), преобразуван в Тракийски университет